# アラキドン酸カスケード

アラキドン酸を出発点とする物質の合成経路

アラキドン酸カスケード（アラキドンさんカスケード）とは、細胞膜を構成するリン脂質由来のアラキドン酸を原料としてプロスタグランジン (Prostaglandin, PG) 類やトロンボキサン (Thromboxane, TX) 類などの脂質メディエーターを作る代謝経路である。

## 概要
リン脂質は細胞膜の主要な構成成分であり、その構造中には親水性基と2本の疎水性基を持つ。この疎水性基をリン脂質から切り出す酵素であるホスホリパーゼA2 (PhospholipaseA2, PLA2) によって細胞膜から遊離した脂肪酸（アラキドン酸）が、その後に全身の細胞にあるシクロオキシゲナーゼ (Cyclooxygenase, COX) によってプロスタグランジン類やトロンボキサン類に代謝される。一方、とくに白血球や血小板にあるリポキシゲナーゼ (Lipoxygenase, LOX) が働くとロイコトリエン (Leukotriene, LT) 類に代謝される。これらの代謝物はアラキドン酸代謝物およびエイコサノイドと総称され、それぞれ異なる種々の生理活性を示す。

## アラキドン酸代謝物
- プロスタグランジン類
- トロンボキサン類
- ロイコトリエン類

## アラキドン酸カスケードを阻害する医薬品

### シクロオキシゲナーゼ阻害薬

アラキドン酸カスケードと抗血小板薬

非ステロイド系抗炎症薬 (Non-Steroidal Anti-Inflammatory Drugs, NSAIDs) は、COX-2（シクロオキシゲナーゼA2）の阻害によって抗炎症作用を示す。
- アスピリン、ジクロフェナク、インドメタシン、フェンブフェン、エトドラク、イブプロフェン、ロキソプロフェン、ナプロキセン、ピロキシカム、メロキシカムなど

副腎皮質ホルモンは、ホスホリパーゼA2阻害によって抗炎症作用を示す。
- デキサメタゾン、プレドニゾロンなど

### リポキシゲナーゼ阻害薬
- アゼラスチンなど